# رامین محمدوف
رامین محمدوف (ترکی آذربایجانی: Ramin Məmmədov Aləmşah oğlu؛ زادهٔ ۱۷ فوریهٔ ۱۹۷۹) سیاست‌مدار اهل جمهوری آذربایجان است. او از اعضای پارلمان جمهوری آذربایجان است.